# Vegadeo
Vegadeo ist eine Stadt, und auch Namensgeber der gleichnamigen Gemeinde in der autonomen Gemeinschaft Asturien im Norden Spaniens.

## Lage
Die Gemeinde Vegadeo ist begrenzt von
| Rio Eo             | Castropol                                   | Castropol           |
| San Tirso de Abres | Kompassrose, die auf Nachbargemeinden zeigt | Castropol           |
| Taramundi          | Villanueva de Oscos                         | Villanueva de Oscos |

## Geschichte
Funde aus der Steinzeit bestätigen die frühe Besiedelung der Region.
Auch die Römer hatten hier mehrere Kastelle, deren Spuren noch heute erkennbar sind.
Erst durch den spanischen Freiheitskampf macht die Region im 19. Jahrhundert wieder auf sich aufmerksam.

## Geologie

### Grund und Boden
Der überwiegend aus Kalk- und Sandstein bestehende Untergrund mit dem Pozo de la Nieve, (1.130 m) als höchste Erhebung ist typisch für diese küstennahe Region.

### Gewässer
Die Gemeinde wird vom Río Eo durchquert.

### Klima
Wie in weiten Teilen Asturiens herrscht durch die Nähe zum Golfstrom hier ein beinahe mediterranes Klima mit warmen, trockenen Sommern aber kalten Wintern vor, im Herbst kommt es mitunter zu relativ starken Stürmen.

## Wirtschaft
Die Landwirtschaft ist hier, wie in einem Großteil Asturiens, der größte Erwerbszweig. Durch die Lage am Eo ist die Tourismusindustrie sehr stark im Wachstum begriffen. Handel und Produktion finden nur in mittelständischen Betrieben statt.
| Total                                                                                                   | 1.466 | 100   |
| Ackerbau, Viehzucht und Fischerei                                                                       | 259   | 17,67 |
| Industrie                                                                                               | 65    | 4,43  |
| Bauwirtschaft                                                                                           | 205   | 14,26 |
| Dienstleistungsbetriebe                                                                                 | 933   | 63,64 |
| * Daten, Stand 2009. (PDF; 74 kB) SADEI – Statistisches Amt für Wirtschaftliche Entwicklung in Asturien |       |       |

## Politik
| Partei       | 1979 | 1983 | 1987 | 1991 | 1995 | 1999 | 2003 | 2007 | 2011 | 2015 |
| ------------ | ---- | ---- | ---- | ---- | ---- | ---- | ---- | ---- | ---- | ---- |
| CD / AP / PP |      | 5    | 3    | 3    | 5    | 3    | 5    | 5    | 5    | 5    |
| PSOE         | 2    | 5    | 8    | 9    | 7    | 7    | 5    | 6    | 5    | 6    |
| FAC          |      |      |      |      |      |      |      |      | 1    |      |
| PCE / IU-BA  |      |      |      | 1    | 1    |      |      |      |      |      |
| UCD / CDS    | 4    | 1    | 2    |      |      |      |      |      |      |      |
| VAI          |      |      |      |      |      | 1    | 1    |      |      |      |
| Parteilose   | 7    | 2    |      |      |      |      |      |      |      |      |
| Total        | 13   | 13   | 13   | 13   | 13   | 13   | 11   | 11   | 11   | 11   |

## Bevölkerungsentwicklung der Gemeinde
Quelle: INE-Archiv – grafische Aufarbeitung für Wikipedia

## Sehenswürdigkeiten
- Iglesia (Kirche) parroquial in Piantón.
- Iglesia (Kirche) parroquial in Abres.
- Paläste und Landhäuser ab dem 16. Jahrhundert
  - Palacio de Meredo; Casa de Lastra in Vixande; Casas del Rego und La Corredoira in Piantón; Casa Villamil; Casa de El Campo; Palacio de Valledor und Casa de Parga in Vegadeo
- römische Brücke in Piantón

## Feste und Feiern
- 25. Juni, Fiesta del Corpus in Piantón
- 25.–26. Juli, Santiago Apóstol in Abres
- 1. Sonntag – 18 de Juli, Santa Marina in Meredo
- 1. Sonntag im August, Nuestra Señora de las Nieves in Molexón
- 3. Sonntag im August, Santa Leocadia in Miou
- 1. Sonntag im September, Fiesta de las Piraguas in Abres
- 8. September, Nuestra Señora de Covadonga in Guiar
- 2. Sonntag im September, Nuestra Señora de Los Dolores in Paramios
- 26. Dezember, San Esteban in Piantón

## Parroquias

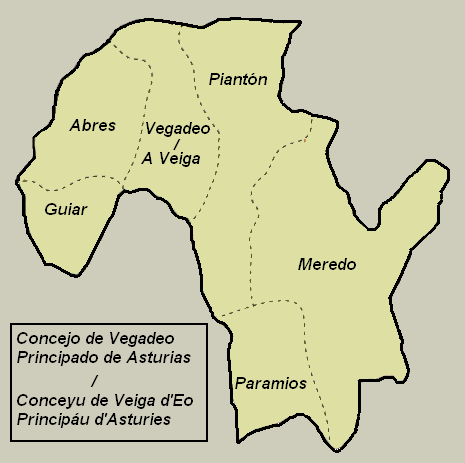
Karte der parroquias von Vegadeo

Die Gemeinde ist in 6 Parroquias unterteilt.
- Abres 248 Einwohner (2006)
- Guiar 51 Einwohner (2006)
- Meredo 314 Einwohner (2006)
- Paramios 130 Einwohner (2006)
- Piantón 568 Einwohner (2006)
- Vegadeo 3056 Einwohner (2006)

## Weiler und Dörfer
- Abres 192 Einwohner (2006)
- Barranca de Paramios 8 Einwohner (2006)
- Besedo 35 Einwohner (2006)
- Castromourán 38 Einwohner (2006)
- Chao de Porzún 24 Einwohner (2006)
- Coba 36 Einwohner (2006)
- Cobre 19 Einwohner (2006)
- Espina 36 Einwohner (2006)
- Estelo 16 Einwohner (2006)
- Folgueiras 26 Einwohner (2006)
- Fuente de Louteiro 65 Einwohner (2006)
- Graña de Guiar 27 Einwohner (2006)
- Guiar 24 Einwohner (2006)
- Louteiro 38 Einwohner (2006)
- Meredo 138 Einwohner (2006)
- Miou 119 Einwohner (2006)
- Molejón 43 Einwohner (2006)
- Monticelo 35 Einwohner (2006)
- Montouto 36 Einwohner (2006)
- Nafarea 23 Einwohner (2006)
- Paramios 8 Einwohner (2006)
- Penzol 38 Einwohner (2006)
- Piantón 195 Einwohner (2006)
- Porzún 39 Einwohner (2006)
- Refojos 56 Einwohner (2006)
- Restrepo 31 Einwohner (2006)
- Seladaloura 29 Einwohner (2006)
- Vega de Villar 44 Einwohner (2006)
- Vijande 20 Einwohner (2006)
- Villameitide 74 Einwohner (2006)
- Vinjoy 43 Einwohner (2006)

## Söhne und Töchter
- Emilio Cotarelo (Emilio Cotarelo y Mori) * 1. Mai 1857 in Vegadeo; † 27. Januar 1936 in Madrid, Musikwissenschaftler und Bibliograf